# Zethus slossonae
Zethus slossonae är en stekelart som beskrevs av Fox 1892. Zethus slossonae ingår i släktet Zethus och familjen Eumenidae.